# همه کاری که باید بکنی کشتن است
تنها چیزی که نیاز داری کشتن است یا همه کاری که باید بکنی کشتن است (به انگلیسی: All You Need Is Kill) یک لایت ناول علمی–تخیلی نظامی ژاپنی است که توسط هیروشی ساکورازاکا نوشته شده، و به‌وسیلهٔ یوشی‌توشی آبه مصورسازی شده‌است. این کتاب در دسامبر ۲۰۰۴ و در کشور ژاپن توسط انتشارات شوئیشا تحت عنوان چاپ سوپر دش بونکو منتشر شد. بر پایه این رمان، یک مجموعه مانگا نیز توسط تاکه‌شی اوباتا مصورسازی شده‌است، که از ۹ ژانویه ۲۰۱۴، تا ۲۹ مه ۲۰۱۴ در مجله ویکلی یانگ جامپ عرضه شده‌است.
این رمان در سال ۲۰۱۴، توسط استودیوی برادران وارنر و به کارگردانی داگ لیمان با نام لبه فردا، با درخشش تام کروز در نقش سرگرد ویلیام کیج دستمایه اقتباس سینمایی قرار گرفت.

## داستان
شخصیت اصلی داستان کیجی کیریا (به ژاپنی: キリヤ・ケイジ, Kiriya Keiji) یک سرباز خام و بی‌تجربه در نیروی دفاع متحده، که قرار است مثل بقیه در لباس نظامی قرار گرفته و برای کشتن به میدان جنگ فرستاده شود. نبرد آن‌ها علیه موجودات بیگانه و مرموزی به نام «میمیک‌ها» می‌باشد که قصد از بین بردن کره زمین را دارند. کیجی در اولین اعزام به جنگ پس از کشتن میمیکی با ظاهر غیر معمول، خود نیز کشته می‌شود، اما به دلیل برخی مسائل غیرقابل توضیح بلافاصله از خواب بیدار شده و خود را در روز قبل از نبرد می‌یابد. همانطور که این فرایند ادامه پیدا می‌کند، او خود را گرفتار یک حلقه زمانی می‌یابد. این سیکل مرگ و حیات دوباره در روز قبل آن قدر تکرار می‌شود که او تبدیل به سربازی خبره شده و در هر بار سفر به گذشته، برای تغییر سرنوشتش تلاش می‌کند. در یکصد و پنجاه و هشتمین تلاشش، او با چیزی متفاوت روبرو می‌شود. یک سرباز زن حرفه‌ای به نام ریتا واتاسکی (به ژاپنی: リタ・ヴラタスキ Rita Vuratasuki)، که با عنوان هرزه جنگ شناخته می‌شود. کیجی متوجه می‌شود سرنوشتش با این زن جنگجو گره خورده است و با استفاده از دانشی که روزمره کسب کرده سعی می‌کند به او نزدیک شود...